# Ghiacciaio McKellar
Il ghiacciaio McKellar è un ghiacciaio lungo circa 17 km situato nella parte nord-occidentale della Dipendenza di Ross, nell'Antartide orientale. Il ghiacciaio McKellar, il cui punto più alto si trova a circa 2000 m s.l.m., si trova nell'entroterra della costa di Borchgrevink, nella parte occidentale dei monti della Vittoria, dove fluisce verso sud, scorrendo lungo il versante orientale della cresta Evans, fino a unire il proprio flusso a quello del ghiacciaio Pearl Harbor.

## Storia
Il ghiacciaio McKellar è stato così battezzato dal reparto meridionale della spedizione di esplorazione antartica svolta nel 1962-63 dal club antartico neozelandese, in onore di I. C. McKellar, geologo e glaciologo che prese parte alla spedizione neozelandese di ricognizione antartica svolta nel 1957-58 che effettuò indagini nell'area del ghiacciaio Tucker.